# Erídano (Atenas)

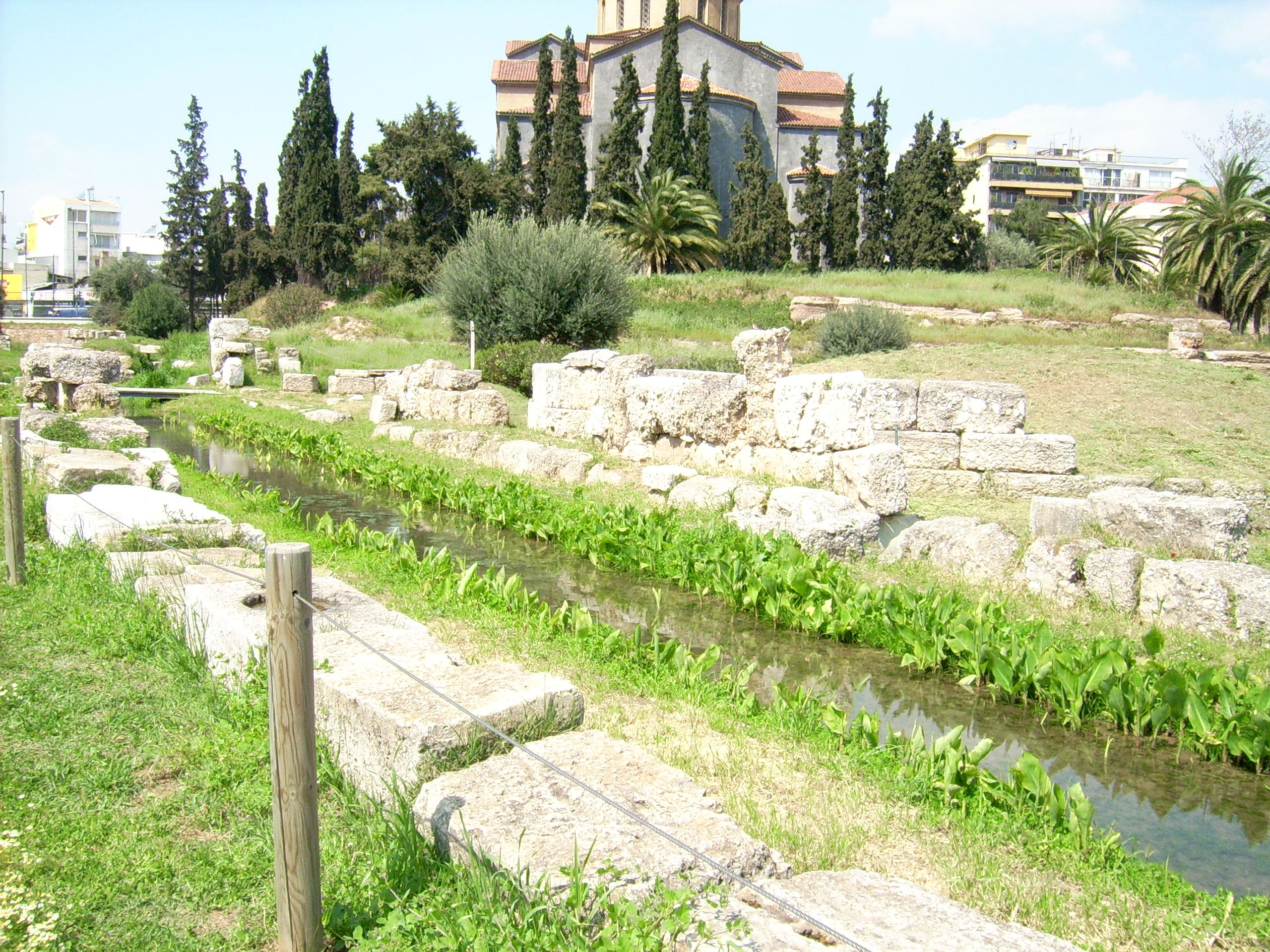
El Erídano encauzado al descubierto, atravesando el cementerio Cerámico fuera de la muralla (marzo de 2008).

El Erídano (en griego antiguo: Ἠριδανός, romanizado: Ēridanós, en griego: Ηριδανός, romanizado: Iridanós) era un río de la Atenas clásica. Nacía en la vertiente sur del monte Licabeto y discurría a través del ágora hacia el norte, hasta salir de la muralla por la Puerta Sacra en la zona del Cerámico.

## Características
El Erídano fue el tercer río de la antigua Atenas por su flujo de agua. Era un torrente en los meses de invierno, bajando desde la ladera sur del monte Licabeto (Licabetus) y fluyendo hacia el noroeste.
Como cauce urbano el Eridanus causó alteraciones en el desarrollo de la arquitectura de Atenas, desde tiempos arcaicos.
Como recibía grandes cantidades de agua y sedimentos de las colinas circundantes, el lecho del río era inestable y su cauce cambiaba de dirección. Este hecho obligó a la ciudad a realizar obras para contenerlo primero, encauzarlo luego y cubrirlo definitivamente después.

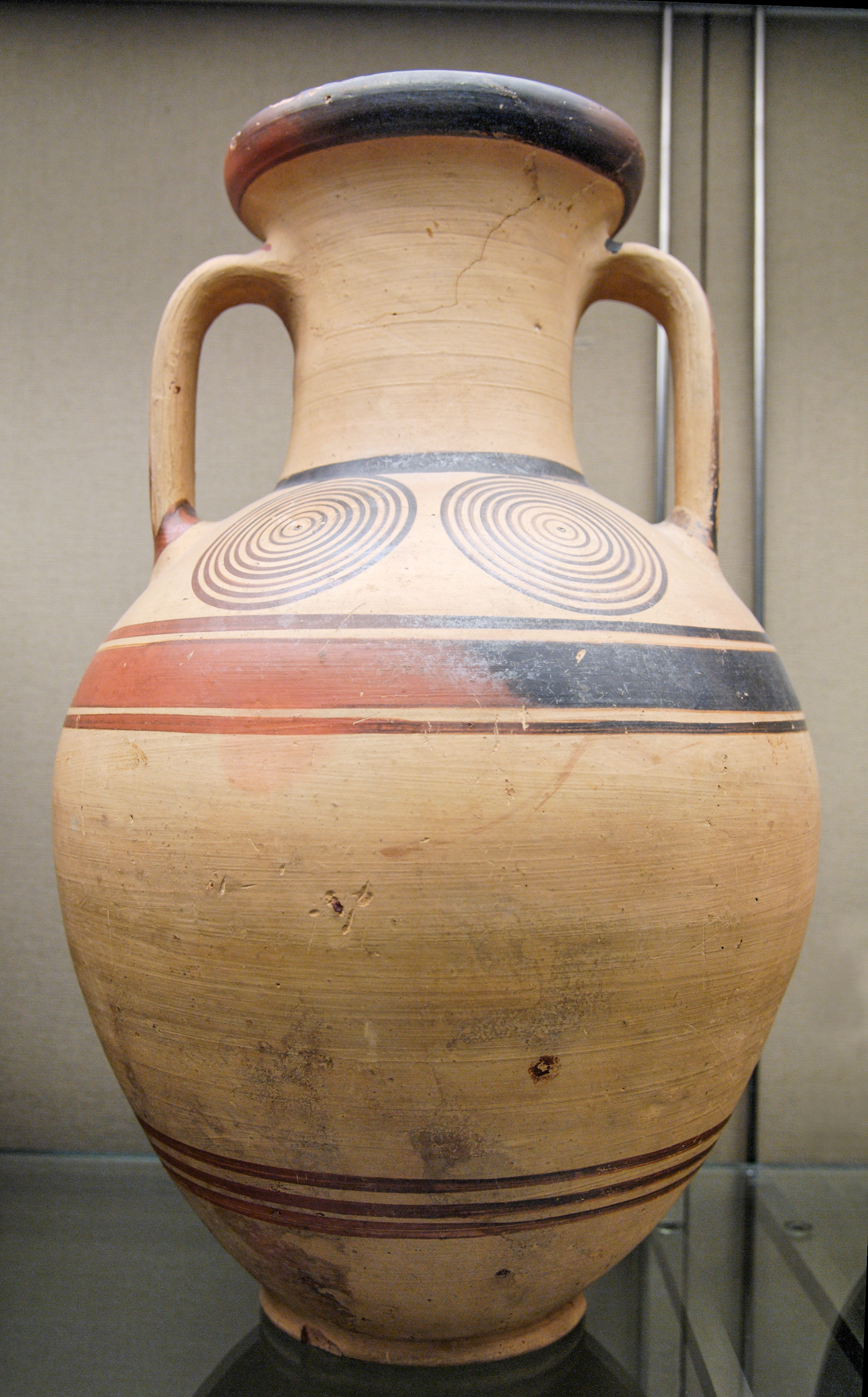
Cerámica ateniense arcaica del Periodo protogeométrico año 975-950 a. C.

El Eridanus depositaba los sedimentos aluvionales en la zona más baja de su valle. Era en especial apreciada la arcilla, usada desde la época arcaica en la fabricación de cerámica. Los depósitos de arcilla en Atenas se distinguían por su contenido de óxido de hierro y de óxido de calcio. 
En el valle del Eridanus se formó el demos de los alfareros o 'barrio Cerámico' (Kerameikos) y el 'cementerio Cerámico'.

## Mitología
En los textos mitográficos el Erídano de Atenas es difícil de diferenciar del Erídano mítico. Hesíodo nos dice que todos los dioses fluviales, tres mil en número, nacieron de Océano y Tetis, y en su nómina de ríos incluye al Erídano pero no se especifica de qué río se trata. En el catálogo de argonautas sí se especifica la descendencia del Erídano ático. Higino nos dice que Butes era hijo de Teleonte y de Zeuxipe, hija de Erídano, de Atenas.

## Historia
El Eridanus es mencionado varias veces en la literatura griega antigua, por Platón, Estrabón  y Pausanias.
Por las inundaciones estacionales del Erídano, los atenienses lo encauzaron en la segunda mitad del siglo VI a. C. (550-500 a. C.), en varios sectores. 
El río también recibía el 'Gran Drenaje' que cruzaba el Ágora de Atenas, y de él las aguas residuales y el desbordamiento de los torrentes.
A medida que Atenas se extendía hacia el noroeste (barrio Kerameikos), el lecho del río fue alineado, primero por la construcción de la Muralla de Temístocles en 478 a. C. Fuera de la muralla entre 478-394 a. C. se creó el tercer cauce y en 394 a. C. el cuarto y último. El río Erídano fue desde entonces encauzado con mampostería de piedra, dentro de la muralla.
Fuera de las murallas de la ciudad, era visible en superficie dentro de un canal descubierto, creando así una dirección estable para el flujo de agua en el cementerio del Cerámico'.
Esta construcción cubierta del cauce fue reparada a inicio de la época romana imperial y en la bizantina. 
El sistema de disposición de aguas estaba conformado por drenajes de primer orden de los edificios del ágora de la antigua Atenas, que estaban conectados con los drenajes de segundo orden a lo largo de las calles, los cuales a su vez vaciaban dentro del drenaje de tercer orden el 'Desagüe grande'. Finalmente, el río Erídano colectaba todos los raudales y representaba el drenaje de cuarto orden.

## En elsigloXX

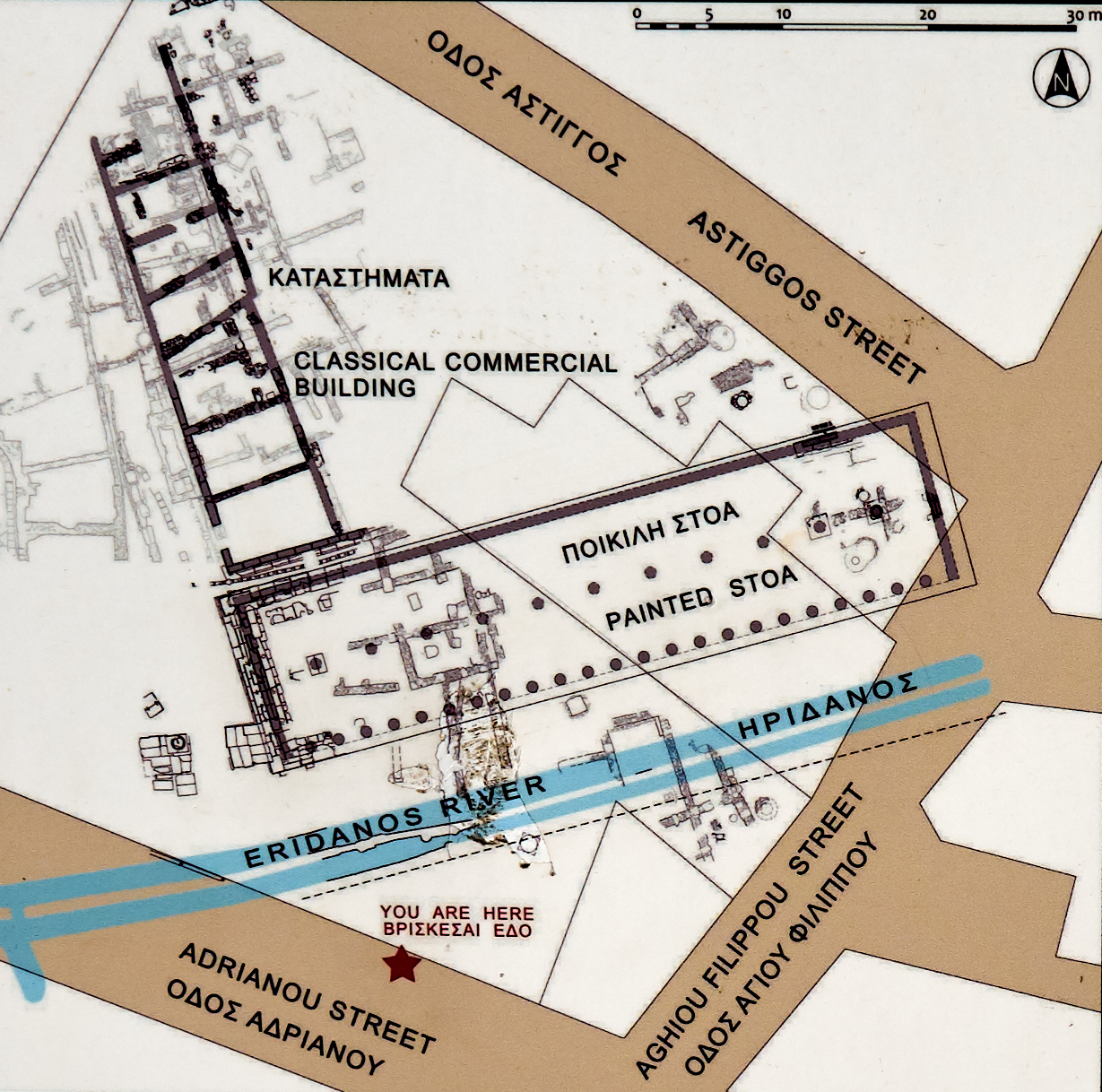
Eridanos entubado en doble canal (en azul abajo), frente a la Stoa Poikile (Pórtico pintado), con una proyección de la esquina noroeste del Ágora, sobre las calles actuales.

El río fue 'redescubierto' a finales de 1990, durante las excavaciones del metro de Atenas. Sus aguas causaron en ocasiones problemas técnicos.
Las excavaciones hechas entre 1991-1993, con la supervisión de la arqueóloga Ione Mylonas Shear, descubrieron las estrechas relaciones del Erídano con las dos construcciones principales de la época clásica de la esquina noroeste del Agorá: la Stoa Poikilé y la Stoa Basileios.

El río Erídano pasa a través de un gran canal de mampostería cubierto, corriendo NE-SE y dobla al NW junto a la Stoa Basileios donde se encuentra bajo la actual calle Adrianou.

Este canal por el cual fluye el Erídano tiene un ancho externo general de 4,5 metros (m) y una profundidad de 2 m en su parte más profunda. Está dividido por su centro mediante una pared media, formando dos canales paralelos que se hallaron cubiertos por grandes bloques planos descansando por un extremo sobre la pared de un lado y por otro sobre la mitad de la pared media.

En el sector de la esquina noroeste del Ágora, que está bajo la actual calle Agios Filippou, dentro del canal sur se hallaron, en 1832, veinte tambores de columnas de poros de orden dórico. En 1993 se ubicaron cuatro de esos tambores, pertenecientes a la Estoa Pecile, dispuestos verticalmente recostados en la pared media, espaciados cerca de 1,50 m usados de sostén del techo de losas. Allí la altura del canal sur es de 1,3 m y el ancho de 1,6 m.
Los conductos con bóvedas de ladrillo, que se construyeron durante la época romana para cubrir el canal de aguas residuales, se pueden ver hoy en la estación de metro de Monastiraki.
Desde la plaza sobre la estación, el río es visible entubado en dos canales, a cinco metros bajo el nivel del suelo a través de una abertura.
Debido a las obras del metro, su flujo a través del cementerio del Cerámico tuvo que ser interrumpido en 2011, ya que las aguas fueron desviadas a una nueva ruta subterránea.

En 2007 se excavó el tramo del río que discurre por la plaza Monastiraki. Se puede ver parcialmente en las estaciones de metro de Monastiraki y Syntagma desde el año 2011.

## El río en la educación

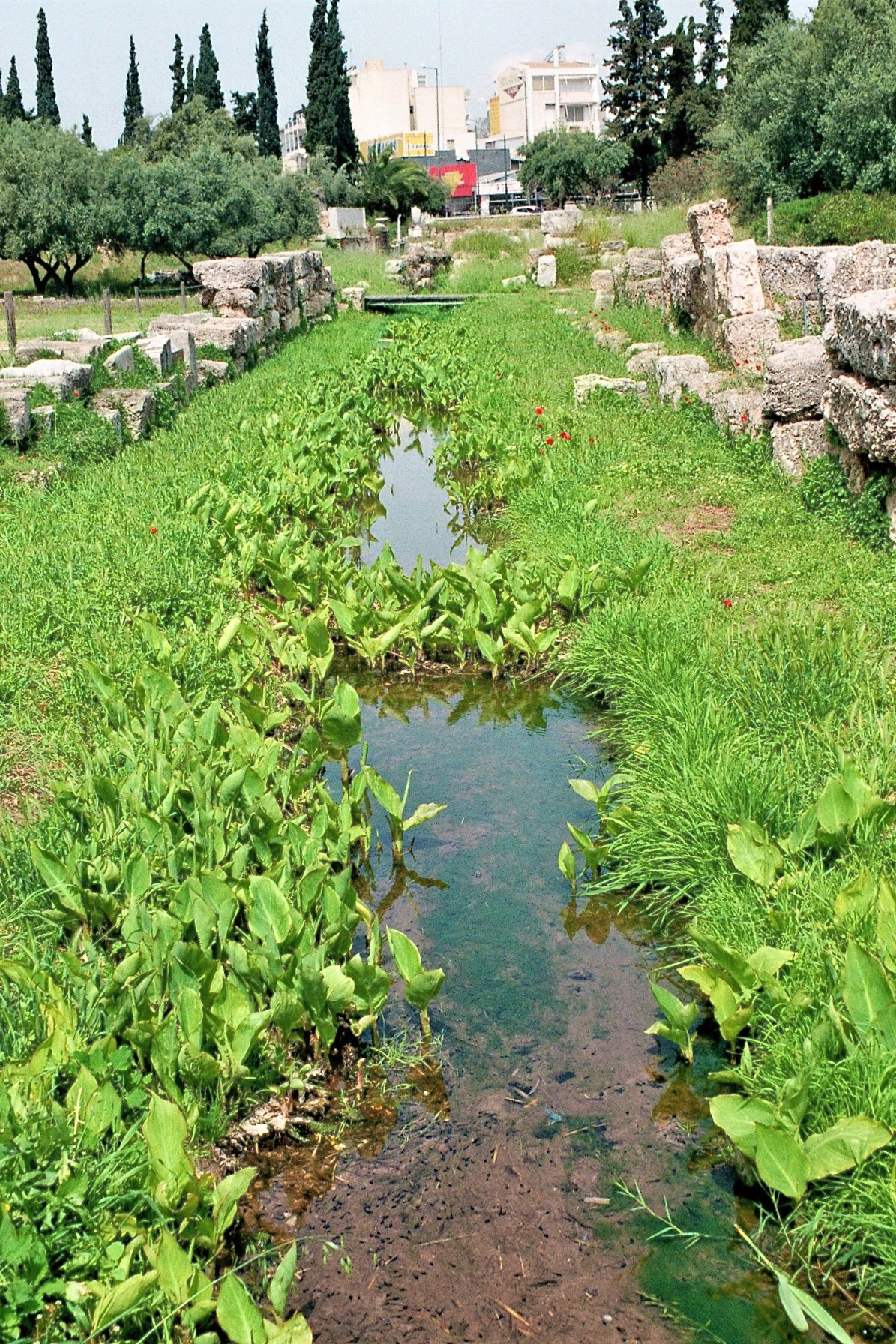
Erídano en mayo de 2011.

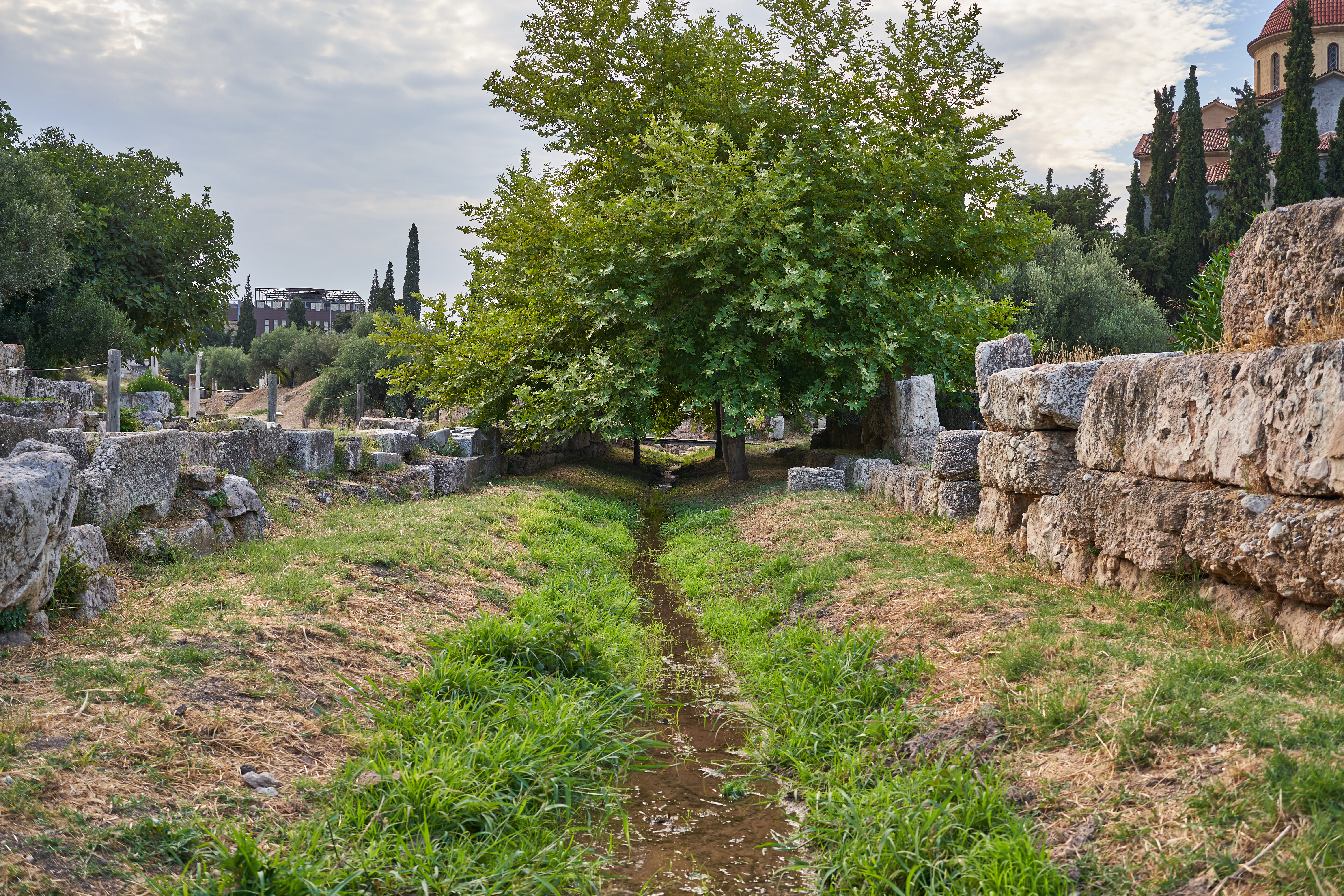
Ecosistema de paisaje modificado y empobrecido del Erídano en julio de 2020.

El programa educativo Río de la antigua Atenas (2008-2009), estuvo dirigido a estudiantes de educación primaria y secundaria y se llevaba a cabo en el sitio arqueológico y en el Museo Arqueológico del Cerámico. El programa se centraba en el agua como factor importante en el desarrollo urbano y en el vínculo que los antiguos atenienses habían desarrollado con el río Erídano.
Llamaba la atención en ese entonces, observar el río con su Ecosistema de paisaje modificado y empobrecido todavía vivo, aunque luchando en medio del denso paisaje de la ciudad.

## El Desagüe grande

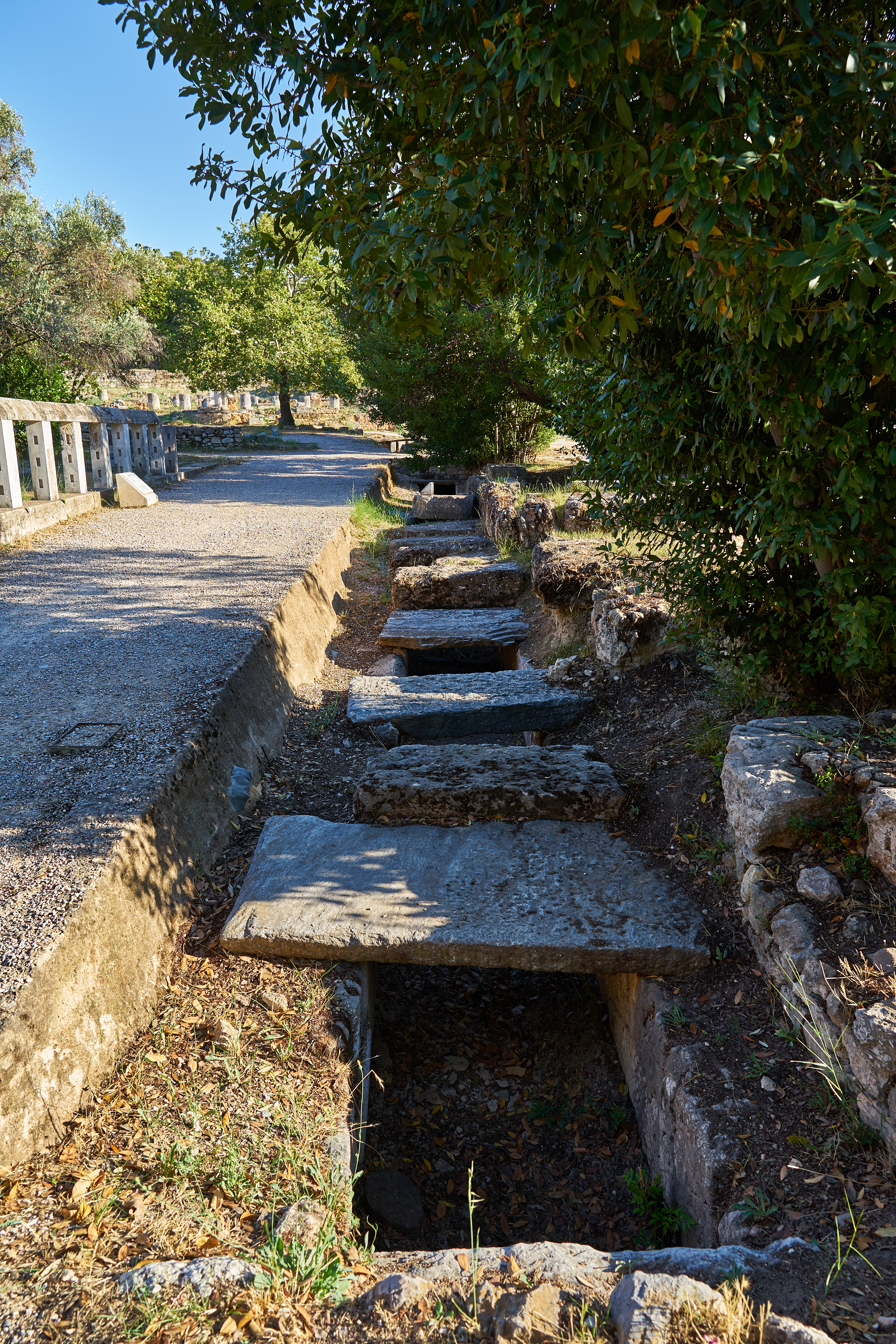
El 'Desagüe grande' cubierto por losas planas, frente al monumento de Los Héroes Epónimos (izquierda).

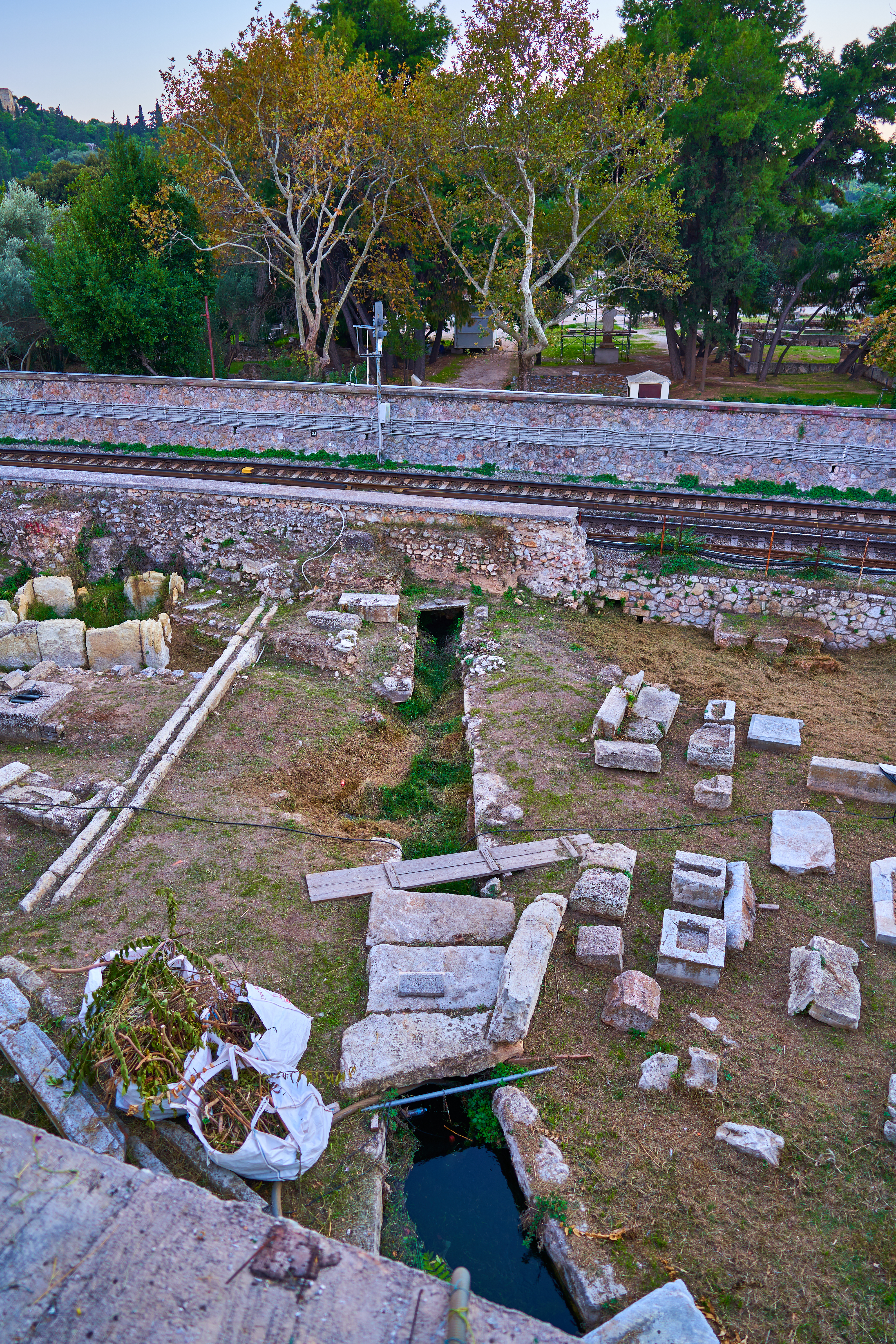
El «Desagüe grande» en su desembocadura en el Erídano, (abajo, visto desde el norte). Camino del Oeste a lo largo del frente de la Stoa Basileos (derecha). Noviembre de 2020.

El drenaje más impresionante en el ágora de Atenas, en tamaño y antigüedad, es el llamado «Desagüe grande» o «Drenaje grande» (Great drain en inglés) que desemboca en el Erídano.

El 'Desagüe grande'  originalmente comenzó como una trinchera excavada en el lado oeste del ágora arcaica en el siglo VI a. C. Luego a inicios del siglo V a. C. se extendía desde el área del Tholos de Atenas, hasta su desembocadura en el Erídano, en el extremo norte del Agorá.
La construcción posterior de un canal con albañilería de alta calidad, de paredes de piedras poligonales, permite establecer su fecha a principios del siglo V a. C..

El "Desagüe grande" cruza el ágora ateniense, por su borde oeste en sentido sur-norte, recibiendo las aguas residuales y el desbordamiento estacional de los torrentes. Desemboca en el Erídano entubado y subterráneo pocos metros al norte del edificio Stoa Basileos.